# Soghomon Tehlirian
Soghomon Tehlirian (en armenio: Սողոմոն Թեհլիրեան; 2 de abril de 1897 – 23 de mayo de 1960) fue un revolucionario armenio, quien asesinó a Talat Bajá, el antiguo Gran Visir del Imperio Otomano, en Berlín en 15 de marzo de 1921. El asesinato fue parte de la Operación Némesis, un plan de venganza por el Genocidio armenio, perpetrado por el gobierno del Imperio Otomano durante la Primera Guerra Mundial. Talat Bajá fue procesado y sentenciado a muerte in absentia en las cortes marciales turcas de 1919–1920 y fue señalado como el principal impulsor del genocidio. Luego de dos días de juicio, Tehlirian fue encontrado inocente por un tribunal alemán y liberado. Tehlirian es considerado como un héroe nacional por los armenios.
Durante el Genocidio Armenio murieron ochenta y cinco miembros de su familia. Convencido de que aquellos crímenes debían ser vengados, se unió a la Operación Némesis. Fue capturado casi al instante del asesinato. Posteriormente se refugió en Fresno, Estados Unidos, donde falleció.
Es objeto de diversos homenajes y objeto de varias obras artísticas en Armenia. Una plaza en Marsella, Francia fue nombrada en su homenaje.